# فار كراي 6
فار كراي 6 (بالإنجليزية: Far Cry 6)، هي لعبة تصويب منظور الشخص الأول، طورها ستوديو يوبي سوفت تورنتو، ونشرتها شركة يوبي سوفت الفرنسية، وهي الجزء الرئيسي السادس من سلسلة ألعاب فار كراي، وكان من المقرر إطلاق لعبة فار كراي 6 بتاريخ 18 فبراير 2021، ولكن أُجلَ موعد الإصدار إلى مارس 2021 بسبب فيروس كورونا، بعد سبعة أشهر من التأجيلات، صدرت اللعبة بتاريخ 7 أكتوبر 2021 على منصات بلاي ستيشن 4، بلاي ستيشن 5، إكس بوكس سيريس إكس، إكس بوكس ون، مايكروسوفت ويندوز وجوجل ستاديا.

## اللعب
وعلى غرار الاجزاء السابقة من السلسلة، فإن «فار كراي 6» هي عبارة عن لعبة «أطلق النار من الدرجة الأولى» من خلال مغامرة حقيقية، وهي عبارة عن لعبة تقام في بيئة عالمية مفتوحة يستطيع من خلالها اللاعب التنقل مشيا على الأقدام أو باستخدام مركبات برية أو مركبات قتالية أو سفن مائية أو طائرات مختلفة. وتركز اللعبة بشكل رئيسي على القتال المسلح، بينما تتيح للاعب حرية التجول واستكشاف بيئة يارا التي تبلغ مساحتها 88 كيلومترا مربعا مقسمة إلى سبع مناطق رئيسية مع مجموعة واسعة من التضاريس التي تمتد من المناطق الحضرية والأدغال الكثيفة إلى سلاسل الجبال والمحيطات المفتوحة.

تتضمن اللعبة العديد من العناصر الموجودة في ألعاب لعب الأدوار، بما في ذلك معسكرات حرب العصابات القابلة للترقية وتخصيص المعدات من أجل تقوية اللاعب.

## ملخص القصة
تجري احداث اللعبة في جزيرة يارا الخيالية في البحر الكاريبي، تشبه جزيرة يارا إلى حد كبير دولة كوبا. ويدير «الرئيس» انتون كاستيلو (جيانكارلو إسبوزيتو) الجزيرة وهو ديكتاتور فاشي له سيطرة كاملة على الجزيرة. كاستيلو يوجه ابنه دييغو (أنتوني غونزاليس) ليحذو حذوه.وقد وصف إسبوزيتو شخصيته بأنه زعيم «يحاول تمكين الشعب من فهم أنهم بحاجة إلى قيادة قوية الآن» وأضاف إسبوزيتو أن والده كان ديكتاتور ويريد تمكين الشعب من استعادة بلده. وهدفه هو استخدام الموارد التي تتوفر لديهم في البلاد للبقاء على قيد الحياة دون السماح للأجنبي بالدخول والمشاركة في إختيار علمائهم وملكيتهم الفكرية وكل هذه الأشياء. وتابع إسبوزيتو أن أنتون «يحاول تمكين ابنه من تحمل عباءته وتحتضن أفكارا من شأنها أن تسمح له بأن يرى أنه قريبا سيكون القائد المقبل في هذا البلد».
ويأخذ اللاعب دور ضابط محلي يدعى داني روخاس، وهو ضابط سابق في القوات المسلحة. يمكن للاعب إختيار جنس داني في بداية اللعبة.